# Kodeks Florentino

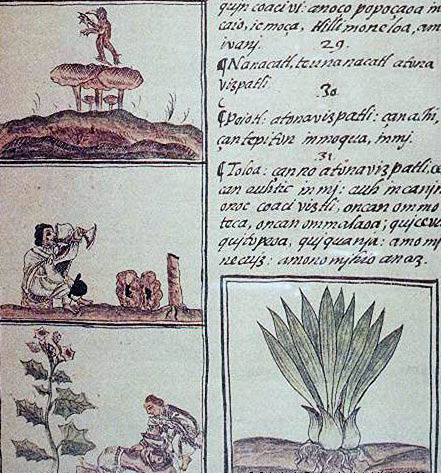
Strona z kodeksu Florentino opisująca rośliny uprawne w prekolumbijskim Meksyku.

Kodeks Florentino (Codex Florentino, Códice Florentino) – hiszpański dokument pochodzący z XVI w., który opisuje życie i obyczaje Azteków w prekolumbijskim Meksyku.

## Opis
Kodeks Florentino został napisany w języku nahuatl, łacińskim i kastylijskim. Tekst nahuatl znajduje się po prawej stronie, a jego hiszpańskie tłumaczenie po stronie lewej rękopisu. Wiele ustępów nie zostało jednak przetłumaczonych. 
Za autora Kodeksu Florentino uważa się franciszkanina Bernardino de Sahagúna, który rozpoczął pracę na zlecenie księdza, ojca Rodrigo de Soquera. Manuskrypt prawdopodobnie był wzorowany na starszych rękopisach pochodzących z okresu ok. 1500 roku oraz na dokumentach będących zapiskami rozmów i wywiadów, jakie mnich przeprowadzał wśród miejscowych kacyków i ludności. Dokumenty te zostały zniszczone podczas konfiskaty biblioteki Sahaguna w 1575 roku przez władze hiszpańskie. Manuskrypt powstawał w latach 1540–1577 i na jego całość składa się 12 książek. Zawiera ok. 1800 ilustracji wykonanych przez azteckich skrybów w stylu europejskim. Jest nieocenionym źródłem wiedzy na temat życia Azteków, ich obyczajów i rytuałów religijnych.

## Historia

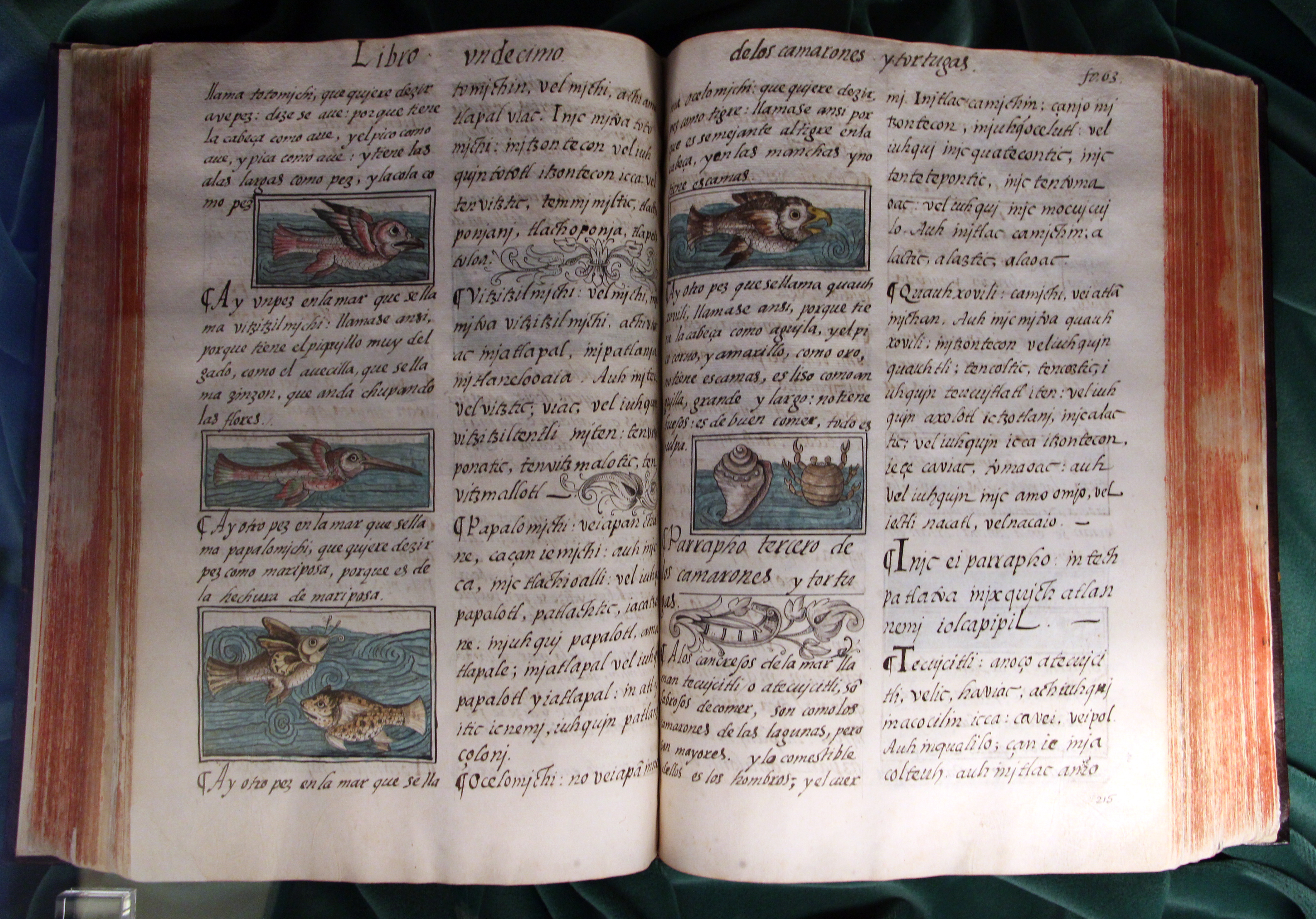
Historia general de las cosas de Nueva España (Oryginał ze zbiorów Biblioteca Medicea Laurenziana)

Obecnie uważa się, iż Sahagun stworzył kilka okrojonych kopii lub streszczeń własnej pracy. Znane są dziś dwie prace. Jedna z nich pt. "Historia general de las cosas de Nueva España" (Ogólna Historia Nowej Hiszpanii) jest streszczeniem całego kodeksu, a druga zwana jest jako Kodeks Madrycki i zawiera informacje o Aztekach w bardzo pochlebnym tonie dla hiszpańskiej polityki. Ten ostatni manuskrypt znajduje się dziś w Muzeum Amerykanistyki w Madrycie w Hiszpanii.
Jedna z bardzo krótkich wersji Kodeksu zatytułowana ""Breve compendio de los soles idolátricos que los indios desta Nueva España usaban en tiempos de su infidelidad" (wolne tłum. Krótka historia bogów, których Indianie Nowej Hiszpanii czcili w czasach swojej niewierności), została wysłana przez samego Sahaguna do papieża Piusa V.
Tworzenie kopii przez Sahaguna podyktowane było chęcią zapisania prawdziwej historii ludów Nahuatl, bez ingerencji hiszpańskiej krytyki. W 1585 roku opublikował on swoje główne dwujęzyczne dzieło, które zostało przekazane do Biblioteki Palatia księcia Toskanii w 1589 roku jako prezent od Filipa II. Manuskrypt po latach został odnaleziony w Bibliotece Medicea Laurenzianna we Florencji (Włochy) i nazwany Kodeksem Florentino. 
Kompletna wersja Kodeksu Florenckiego została opublikowana dopiero w 1979 roku.

## Galeria

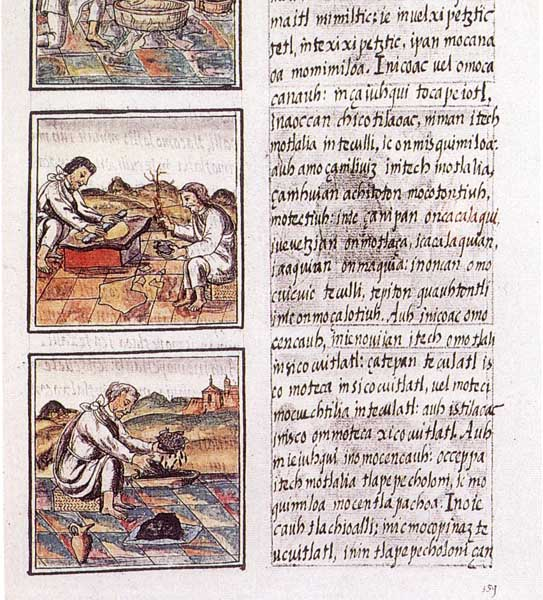
Strona z kodeksu Florentino
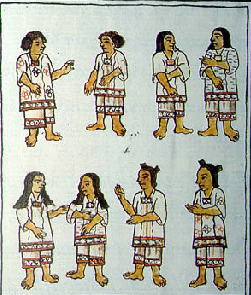
Kobiety azteckie z Kodeksu Florentino
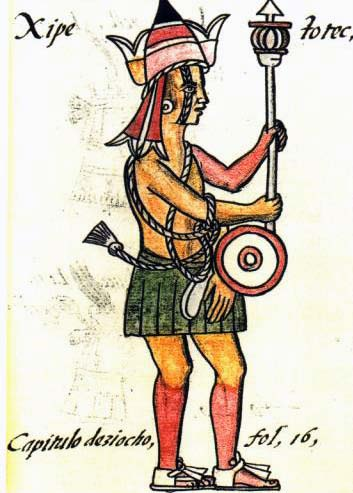
Bóg Xipe Totec w Kodeksie Florentino